# Eytan Fox
Eytan Fox (en hebreo: איתן פוקס‎), nacido el 21 de agosto de 1964, es un director de cine israelí. Nació en Nueva York y se mudó con su familia a Israel cuando contaba con sólo dos años. Es abiertamente gay y actualmente vive en Valbonne,
cerca de Niza.

## Obra
Filmografía
- After (1990)
- Shirat Ha'Sirena (1994)
- Florentine (1997, serie de televisión)
- Ba'al Ba'al Lev (1997)
- Yossi & Jagger (2002)
- Caminar sobre las aguas (2004)
- La burbuja (2006)
- [[Ha-Sippur Shel Yossi (Yossi) (2012) secuela de Yossi & Jagger ]]
- Bananot (Cupcakes) (2013)

Series de televisión
- Florentin (1997)
- Tamid oto halom (2009)

## Premios
Sus películas han obtenido numerosos premios, pero Eytan recibió en 2006, el primer Premio de la Década, un premio concedido a los cineastas que más han contribuido al cine judío en los últimos diez años.

## Enlaces
- Eytan Fox en Internet Movie Database (en inglés).
- "Between Sex And Country: The Films of Eytan Fox"
- "Eytan Fox Brings Israeli Films to America" Archivado el 3 de septiembre de 2010 en Wayback Machine.

- Datos: Q450309
- Multimedia: Eytan Fox / Q450309